# Urszula Krupa
Urszula Irena Krupa, née le 20 octobre 1949 à Łódź, est une femme politique, médecin, journaliste et professeur des universités polonaise. Elle est députée européenne entre 2004 et 2009 et depuis le mois de juin 2016.

## Biographie

### Études et carrière professionnelle
En 1973, Urszula Krupa est diplômée de l'Académie de médecine de Łódź (en). Elle se spécialise en anesthésie et en réanimation jusqu'en 1984, tout en travaillant comme assistante. En 1986, elle reçoit le titre de docteur en médecine et devient, en 2001, maître de conférences à la Faculté de médecine dans le département d'anatomie et de clinique.
Parallèlement, elle entame une carrière de journaliste. En 1994, elle intègre Radio Maryja, une radio conservatrice et catholique polonaise. Par la suite, elle collabore avec d'autres médias dont notamment le journal Nasz Dziennik et la chaîne de télévision Telewizja Trwam.

### Carrière politique
Urszula Krupa devient, en 2001, membre de la Diète polonaise en étant élue sur la liste de la Ligue des familles polonaises avec 6 093 voix au sein de la circonscription de Łódź.
En 2004, elle est élue députée européenne avec 27 901 voix. Elle siège alors au sein du groupe parlementaire eurosceptique Indépendance/Démocratie et participe aux travaux de la Commission des droits de la femme et de l'égalité des genres et de la Commission de l'environnement, de la santé publique et de la sécurité alimentaire.
Elle quitte la Ligue des familles polonaises en 2006. Par la suite, elle se présente de manière indépendante aux élections européennes de 2009 et 2014 ainsi qu'aux élections parlementaires de 2011 mais ne parvient pas à se faire élire. Elle retrouve son siège au Parlement européen le 24 juin 2016 en remplaçant Janusz Wojciechowski. Ce dernier avait démissionné en mai 2016 pour intégrer la Cour des comptes européenne.